# هالائزا
هالائزا (به ایتالیایی: Alesa Arconidea) یک شهر و محوطه باستانی در ایتالیا است که در توسا، سیسیل واقع شده‌است.